# ساوتویک، نورث‌همپتون‌شر
ساوتویک (به انگلیسی: Southwick) یک روستا و محله مدنی در بریتانیا است که در East Northamptonshire واقع شده‌است. ساوتویک ۱۸۱ نفر جمعیت دارد.